# Біла Кобила
Бі́ла Коби́ла — гора в Українських Карпатах, у масиві Покутсько-Буковинські Карпати.
Розташована в межах Верховинського району Івано-Франківської області, на північ від смт Верховина і захід від села Бережниця.
Висота 1476,9 м (за іншими даними — 1479 м). Гора масивна, має форму короткого хребта, що простягається з південного сходу на північний захід. Вершина незаліснена, схили стрімкі (особливо північно-східні), частково порослі лісом. На північний захід розташована гора Габорянська (1444 м), на північ — гора Ґреґіт (1472 м).
Найближчі населені пункти: смт Верховина, село Бережниця.
На південних схилах гори бере початок струмок Віпче, лівий доплив Чорного Черемошу.
На південно-західних схилах гори бере початок Чорний Потік.